# Martinskirche (Battenberg (Pfalz))
Die Martinskirche ist eine gotische Kirche und das älteste Gebäude des pfälzischen Dorfes Battenberg (Pfalz). 

## Baubestand
Die heute protestantische Kirche liegt auf einer leichten Erhebung, nordöstlich des Ortszentrums, hart am östlichen Rande der Hochebene, auf der sich das Dorf befindet. Es handelt sich um einen einheitlichen Bau aus der Frühgotik, um 1200. Es sind auch ältere, romanische Bauteile vorhanden, die evtl. von einem Vorgängerbau stammen. 

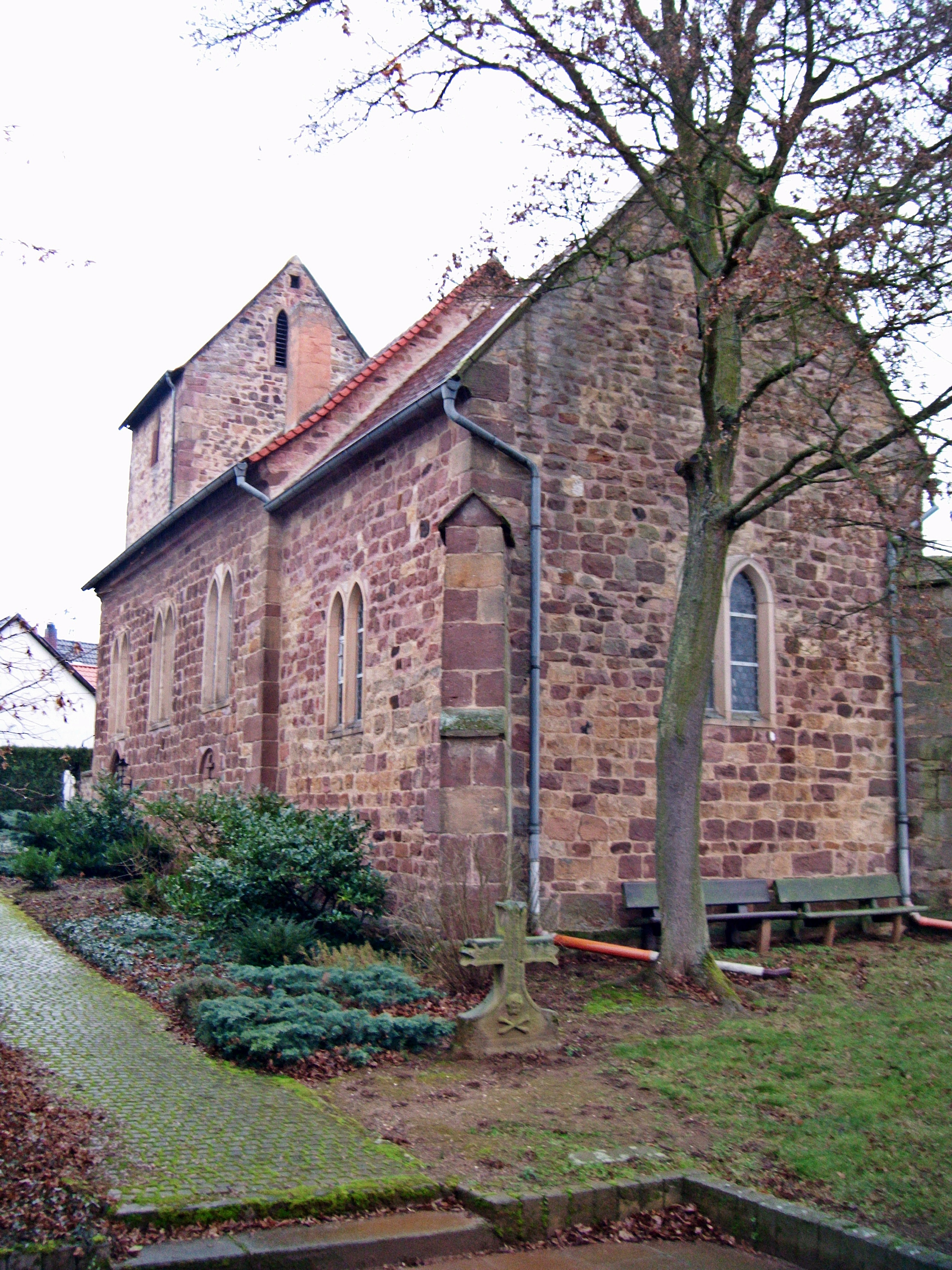
Die Kirche von Osten; im Vordergrund ein barockes Grabkreuz von 1724

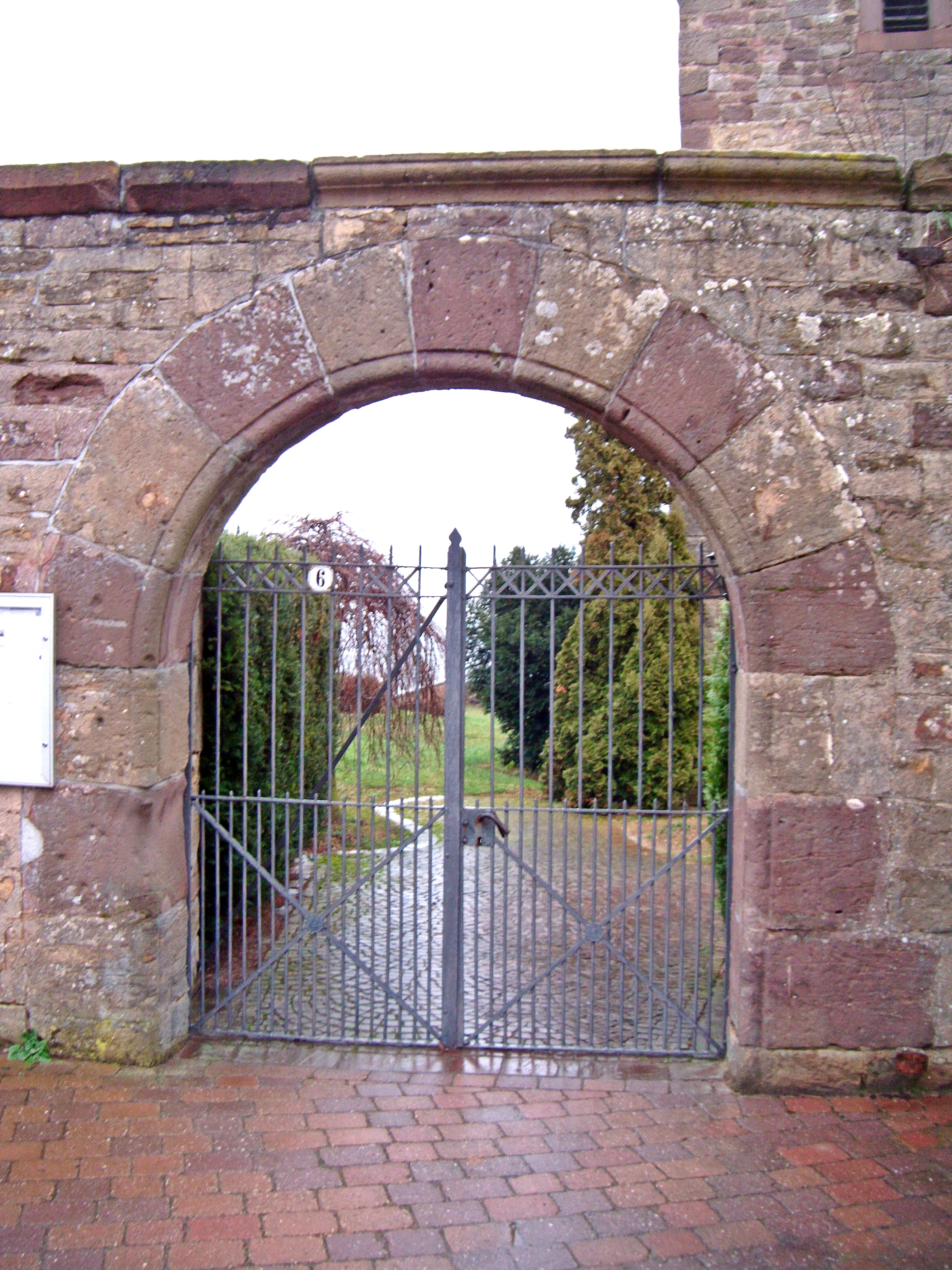
Romanisches Portal zum Kirchhof

Die Kirche hat einen leicht eingezogenen Chor mit quadratischem Grundriss und Rippenkreuzgewölbe. In den Chor-Außenmauern befindet sich je ein doppeltes Spitzbogenfenster. An den äußeren, östlichen Ecken sind zweigeschossige Strebepfeiler mit Stirngiebeln angebaut. Der Chorbogen zum westlich folgenden Kirchenschiff ist gotisch-spitzbogig. Bis 1837 war noch der alte Hochaltar vorhanden, an beiden Seiten des Chorbogens standen bis 1862 auch noch zwei Seitenaltäre. An der Nordseite des Chorbogens befinden sich seither eine Kanzel, die auf einem gewundenen Holzpfeiler ruht, sowie ein nachträglich geschaffener Wanddurchbruch zu ihrer Besteigung. Die übrige Choreinrichtung ist modern.    
Das rechteckige Schiff mit Flachdecke hat drei Fensterachsen. Es handelt sich um gleichartige Doppelfenster wie im Chor. Sie sind alle 1862 eingefügt. Auf der Nordseite des Langhauses ist von außen ein verschlossener Originalfensterrahmen sichtbar. Die Originalfenster der Kirche waren wesentlich kleiner und in zeittypischer Form eines Obergadens angelegt. An der Südseite befindet sich eine zugemauerte Tür, mit romanischem Kreuz-Tympanon, westlich davon ein späteres, größeres Spitzbogenportal, das bis in die Gegenwart als Kircheneingang dient. An der Westwand des Schiffes ist ein großer Rundbogen sichtbar, der vielleicht einmal als Hauptportal diente, bevor der Turm erbaut wurde. Dieses Rundportal ist zugesetzt und hat nun mittig ein wesentlich kleineres Spitzbogenportal, das vom Langhaus in die Gruftkapelle unter dem Turm führt. Auf der Westseite befindet sich eine Holzempore mit barocker Orgel und ebensolchem Prospekt. Das Instrument wurde um 1730 von Johann Valentin Senn aus Seebach erbaut und 1826 aus der katholischen Kirche Hettenleidelheim erworben.             
Der relativ niedrige Turm schließt sich westlich an das Schiff an. Außer einem Untergeschoss hat er drei Stockwerke. Das Untergeschoss (Gruftkapelle) mit Rippenkreuzgewölbe ist nur vom Kirchenschiff aus zugänglich, auf seiner westlichen Außenseite weist es ein profiliertes, romanisches Rundbogenfensterchen und darüber ein stilisiertes Kopfrelief auf. In den Turm gelangt man über eine Außentreppe auf der Südseite, die direkt in das 1. Stockwerk führt, wo sich ein rundbogiger Türeingang mit der Jahreszahl 1758 befindet. Dort ist eine Turmstube, über die man auch auf die Kirchenempore gelangt und in der sich Reste einer offenen Feuerstelle befinden. Sie soll zur Beheizung des Grafenstuhls auf der Empore gedient haben. Im obersten Turmgeschoss sind nach Osten und Westen spitzbogige Schallöffnungen; auf der Ostseite ein Doppelpaar mit dazwischen sitzendem Kopfrelief, westlich nur eine, nachträglich verlängerte Öffnung. An ihrem oberen Ende sitzt das Zifferblatt einer Uhr. Nördlich und südlich hat der Turm, etwas tiefer platziert, ebenfalls je eine kleinere Fensteröffnung; die südliche ist spitzbogig.  
Chor, Turm und Kirchenschiff tragen Satteldächer, sind äußerlich unverputzt und aus gelben und roten Sand-Hausteinen erbaut. Die Ecken bestehen jeweils aus längeren und kürzeren, bearbeiteten Sandsteinquadern.
An der Westseite des Kirchenareals befindet sich ein mächtiges romanisches Rundbogenportal aus abwechselnd gelben und roten Sandsteinen. Westlich, nördlich und östlich ist die Kirche von einer Mauer umgeben, in deren Südostecke man 1955 eine Stein-Gedenktafel für die Gefallenen beider Weltkriege eingelassen hat. Dort befinden sich auch Reste eines ehemaligen Zugangsportals vom Tal her (aus Kleinkarlbach). Das Gelände innerhalb dieser Mauer diente früher als Friedhof, man hat dort Teile eines aufgefundenen Steinsarges aufgestellt und es sind noch zwei Grabsteine des 18. Jahrhunderts vorhanden. Der neue Friedhof schließt sich seit 1888 östlich daran an und liegt wegen des abfallenden Geländes deutlich tiefer.  
Die Martinskirche hat aus vorreformatorischer Zeit zwei Messkelche des 14. Jahrhunderts und eine getriebene, vergoldete Taufschale aus Messing, die dem 15. Jahrhundert angehört. Sie trägt mittig eine Verkündigungsszene, umgeben von gotischen Minuskeln und Weinranken. Die Inschrift ist ungedeutet, scheint keinen Sinn zu ergeben und dient offenbar nur der Zierde.

## Geschichte
Das Patronat über die Martinskirche übte von Alters her die Abtei Glandern in Lothringen aus. 

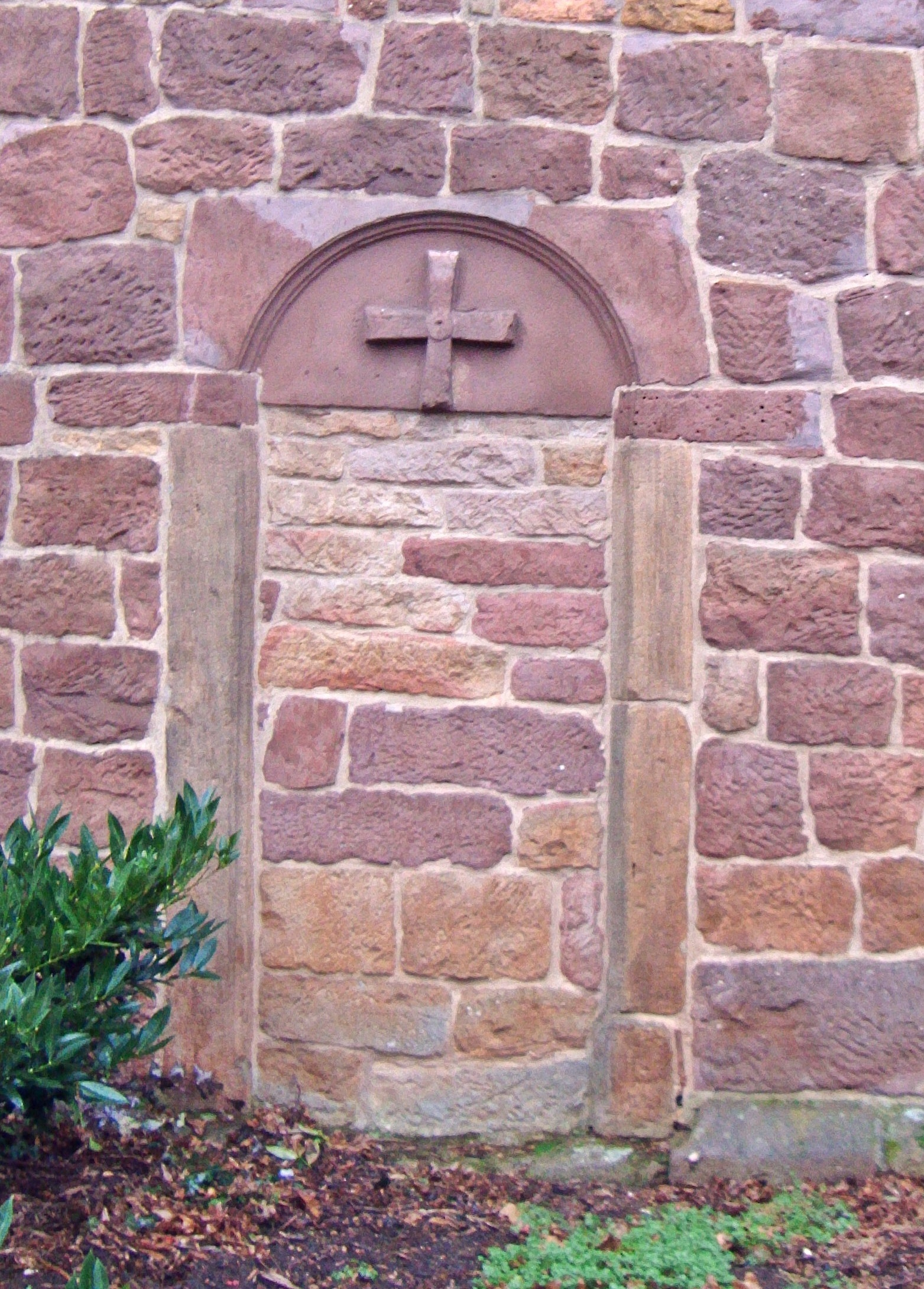
Romanische Tür an der Kirche, mit Tympanon

Es wird immer wieder das Jahr 836 als Ersterwähnung des Glanderer Besitzes in Battenberg kolportiert. Diese Zeitangabe, deren hauptsächlich zitierte Quelle die Acta Academiae Theodoro-Palatinae der Kurpfälzischen Akademie der Wissenschaften sind (Band 1, 1766, Seite 248), beruht jedoch auf einer inzwischen als Fälschung entlarvten Urkunde.
In den Genuss der Battenberger Kirchenrechte kam die Abtei Glandern vermutlich erst nachdem ihr König Ludwig der Deutsche, am 21. November 875 in Metz, das Eigentum eines Landgutes in Grünstadt bestätigt hatte und sie hier eine Benediktinerpropstei aufbaute, zu der schließlich auch die Martinskirche in Grünstadt, die Martinskirche in Mertesheim und die Martinskirche in Battenberg gehörten. Alle drei Kirchen waren, ebenso wie die Mutterkirche in Glandern, dem Hl. Martin von Tours geweiht. Das Jahr 875 gilt im Zusammenhang mit den Grünstadter Gütern als urkundliche Ersterwähnung der Abtei. Frühester nachgewiesener Landeigentümer in Battenberg war 787 die Benediktinerabtei Lorsch, welche dort eine Hube besaß. Es ist nicht ausgeschlossen, dass die Rechte von diesem Benediktinerkloster auf das in Glandern übertragen wurden, zumal König Ludwig der Deutsche eine besondere Beziehung zu Lorsch hatte. Dem Kloster Murbach im Elsass gehörten mindestens seit 873 große Teile des Dorfes, die es später an die Leininger Grafen zu Lehen gab. Möglicherweise gelangte das Kirchenpatronat auch auf diesem Wege an Glandern.
Den ersten sicheren Beleg für den Glanderer Besitz in Battenberg stellt eine Urkunde des Bischofs Stephan von Metz aus dem Jahr 1121 dar, in der er das Battenberger Kirchenpatronat der Abtei bestätigt. Von 1209 existiert eine Urkunde des Dompropstes Ulrich zu Worms, die den Abt von Glandern als Patronatsherrn der Kirche bezeichnet und einen Ortspfarrer mit Namen Peregrin nennt. 1231 überließ Glandern das Kirchenpatronat urkundlich dem Wormser Domkapitel. Auch nach 1231 scheint die Abtei aber noch Rechte an der Kirche gehabt zu haben, denn 1324 gab ihr Abt seine Zustimmung zur 1315 erfolgten Stiftung einer Messpfründe auf einem neu errichteten Altar des Battenberger Gotteshauses. Laut Wormser Synodale von 1496  verfügte die Kirche, neben dem Hauptaltar des Hl. Martin, noch über einen Nebenaltar, welcher der Hl. Katharina geweiht war. Kirchenrechtlich gehörte sie zum Bistum Worms, Dekanat Freinsheim. 
Ab 1566 war die Martinskirche, als Teil der inzwischen lutherischen Grafschaft Leiningen, eine Pfarrkirche dieser Konfession. Den Pfarrsatz übten nun die Leininger Grafen aus. Der lutherische Pfarrer Georg Edelmann stellte 1580 fest, dass in Battenberg noch viel am alten Glaubensgut festgehalten werde. Am Abend vor Palmsonntag würden Kerzen gezogen, in der Osternacht, nach katholischem Brauch, das Taufwasser gesegnet und auch das Fasten würde wie früher gehalten. Ein lutherischer Visitationsbericht von 1609 überliefert, man habe in der Battenberger Kirche mit „größtem Schrecken“ festgestellt, „dass das Marienbild mit einem Band geziert worden, so ohne Zweifel aus Abgötterei und Superstitio geschehen“, weshalb man verfügte, es „zur Verhütung von Ärgernis“ schnellstmöglich „abzuschaffen.“
Seit der lutherisch-reformierten Union von 1818 gehört die Martinskirche zur Protestantischen Landeskirche der Pfalz. 

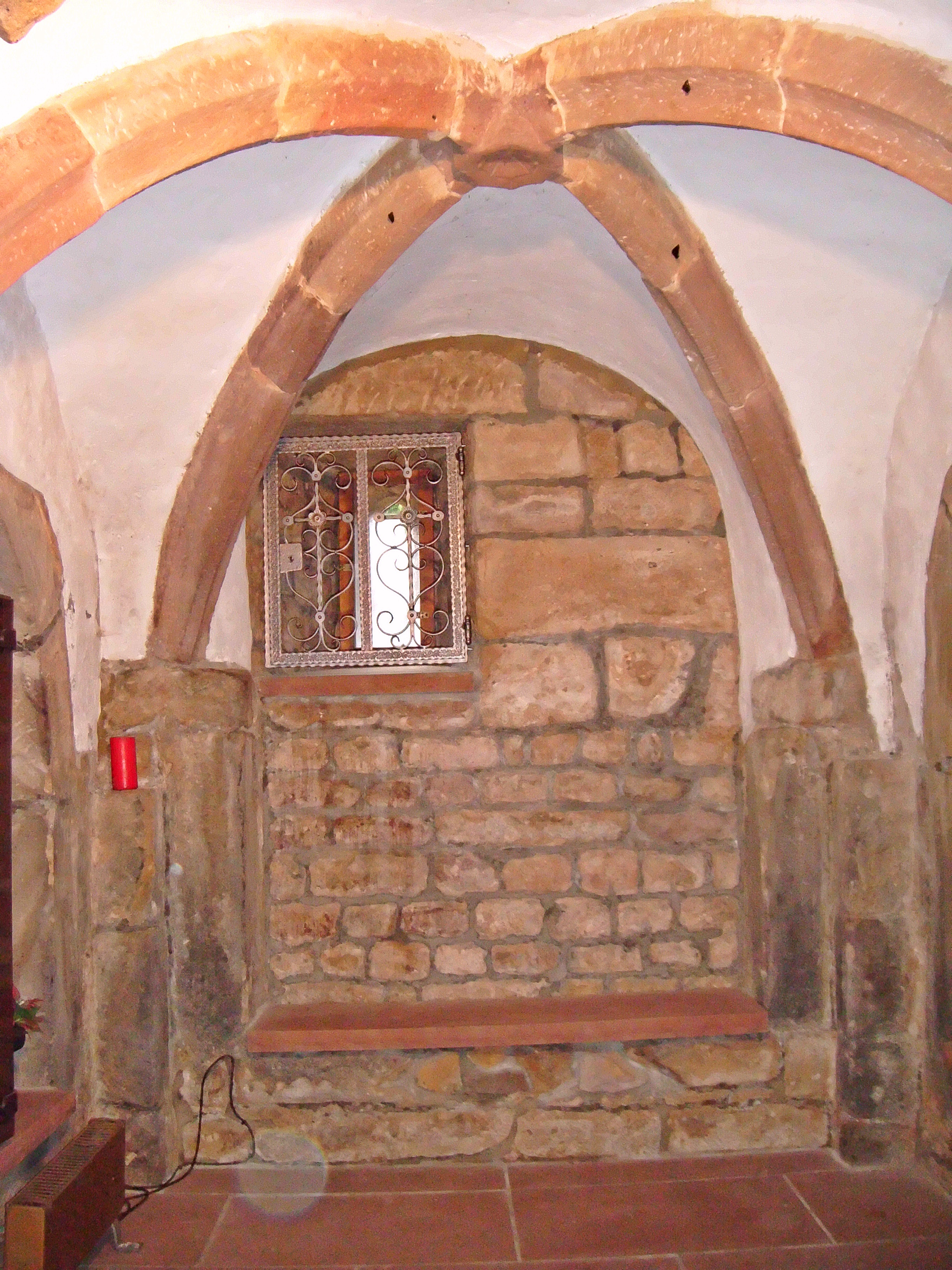
Gruftkapelle unter dem Turm. Hier sind Graf Karl Ludwig und sein Sohn beigesetzt

## Leininger Grablege
1747 wurde Graf Karl Ludwig von Leiningen-Dagsburg-Emichsburg (1704–1747) in einer Gruft unter dem Kirchturm bestattet. Einer seiner früh verstorbenen Söhne ruht ebenfalls dort. Karl Ludwig war 1736 zum katholischen Glauben konvertiert und in seiner Regierungszeit konnte die Battenberger Kirche kurzzeitig auch nochmals von den Katholiken mitbenutzt werden. Über seine einzige Tochter Katharina Louise (1735–1805), die einen Prinzen von Löwenstein-Wertheim heiratete, ist er der Urgroßvater des Fürsten Karl Thomas zu Löwenstein-Wertheim-Rosenberg (1783–1849), der durch seine Geisteshaltung über Generationen hinweg das bis heute andauernde  Engagement dieser Familie für die katholische Kirche begründete.

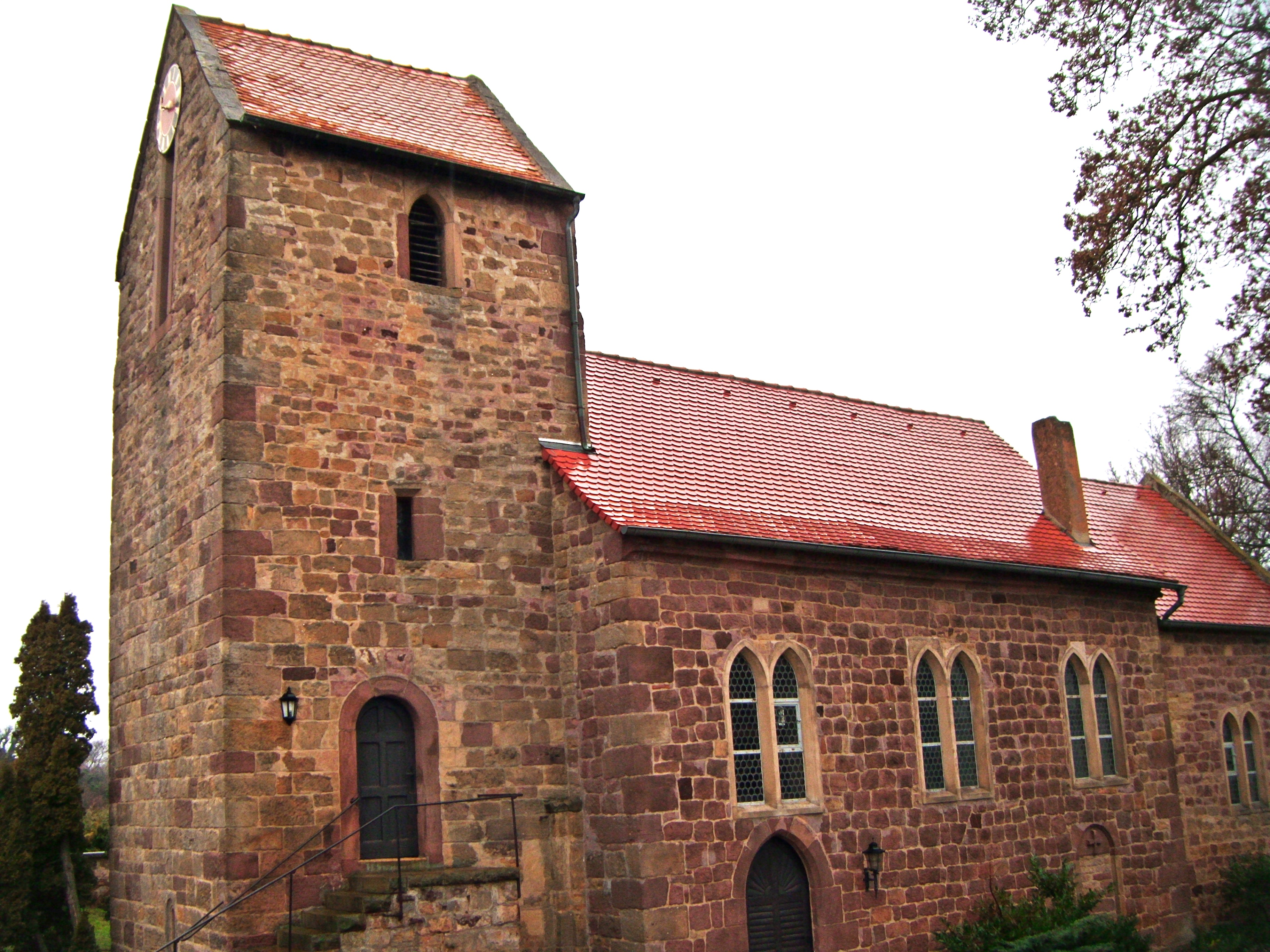
Die Kirche von Südwesten
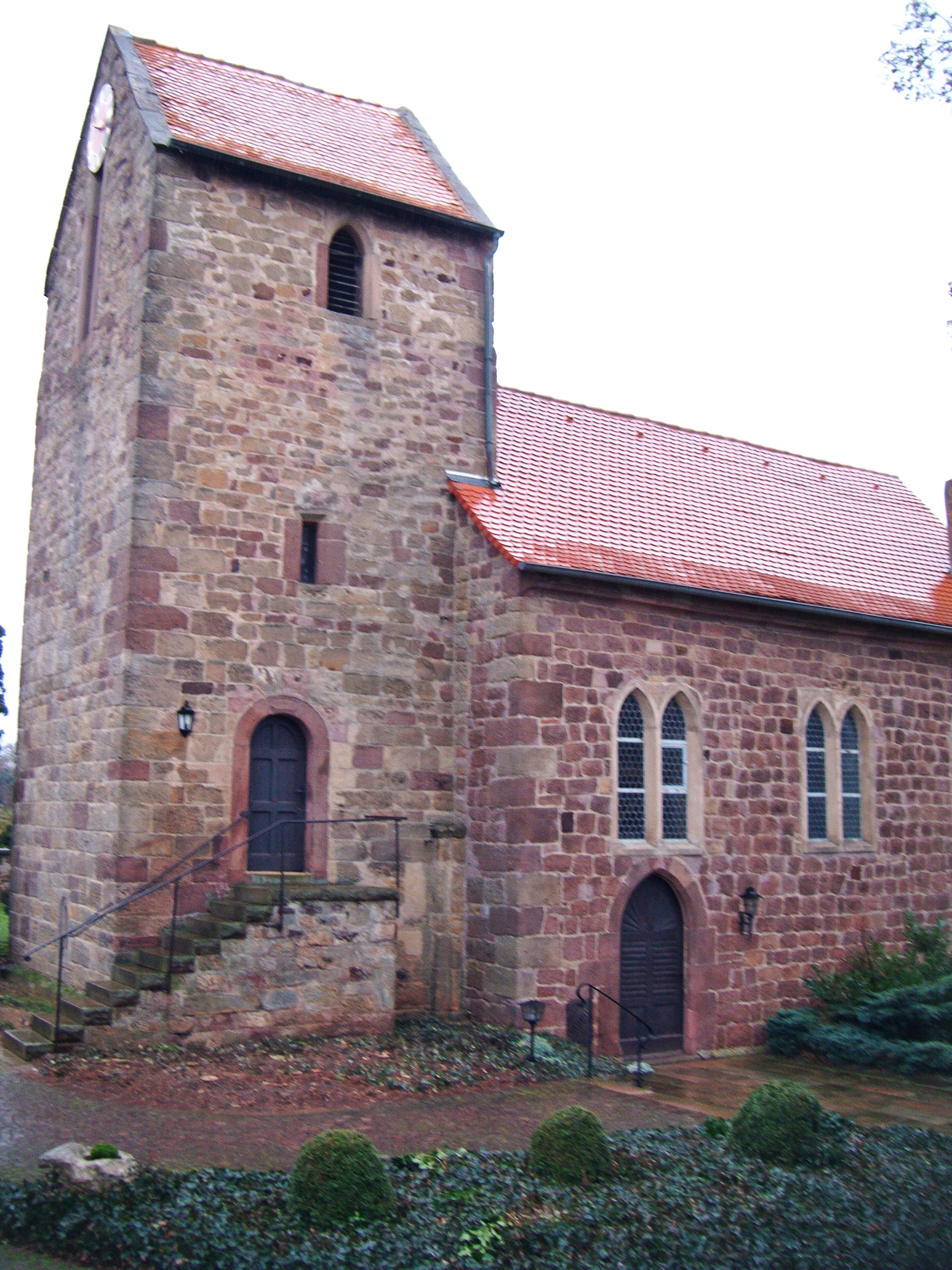
Südseite mit Hauptportal und Turmeingang
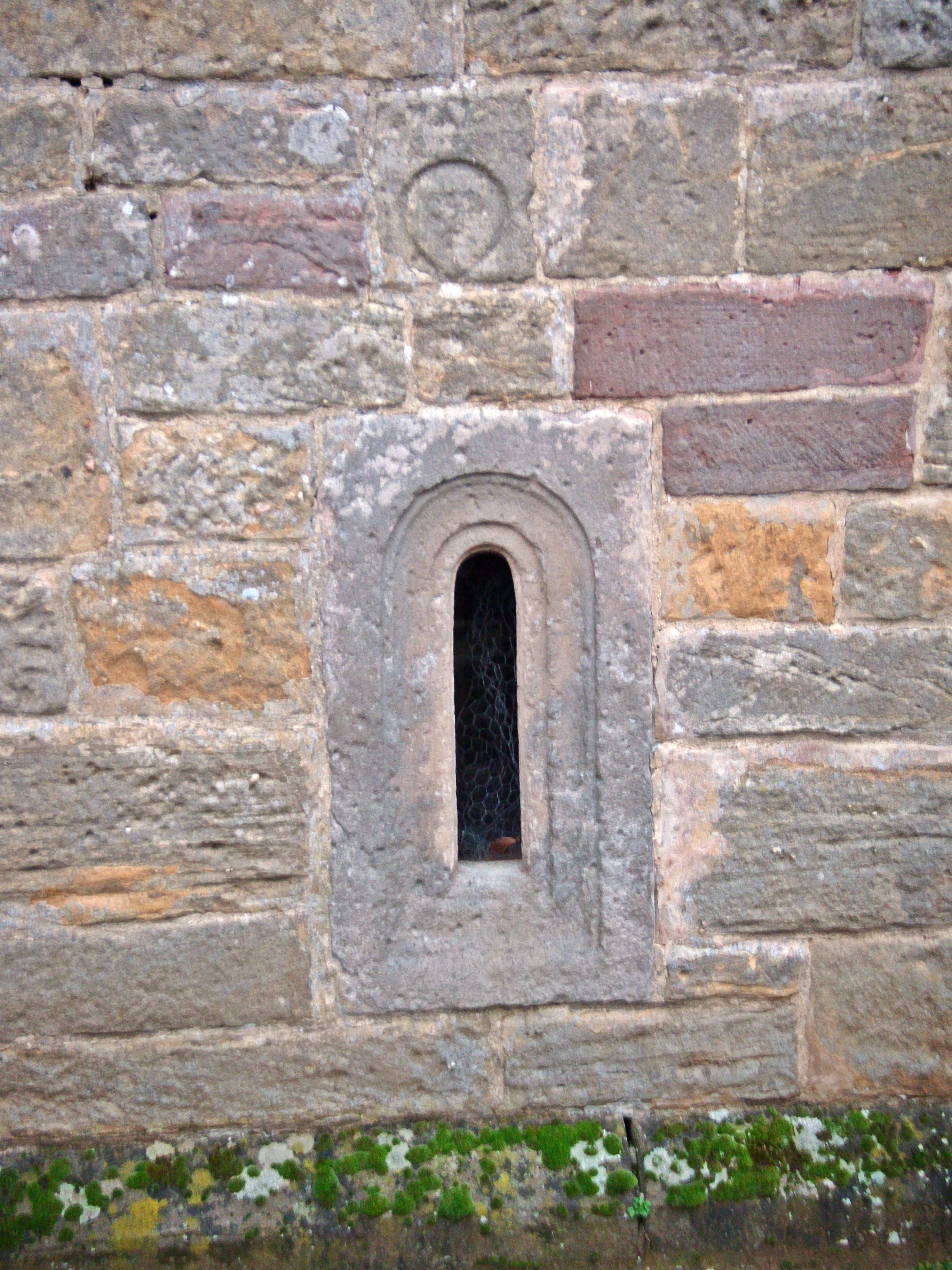
Romanisches Fenster und Kopfrelief am Turm
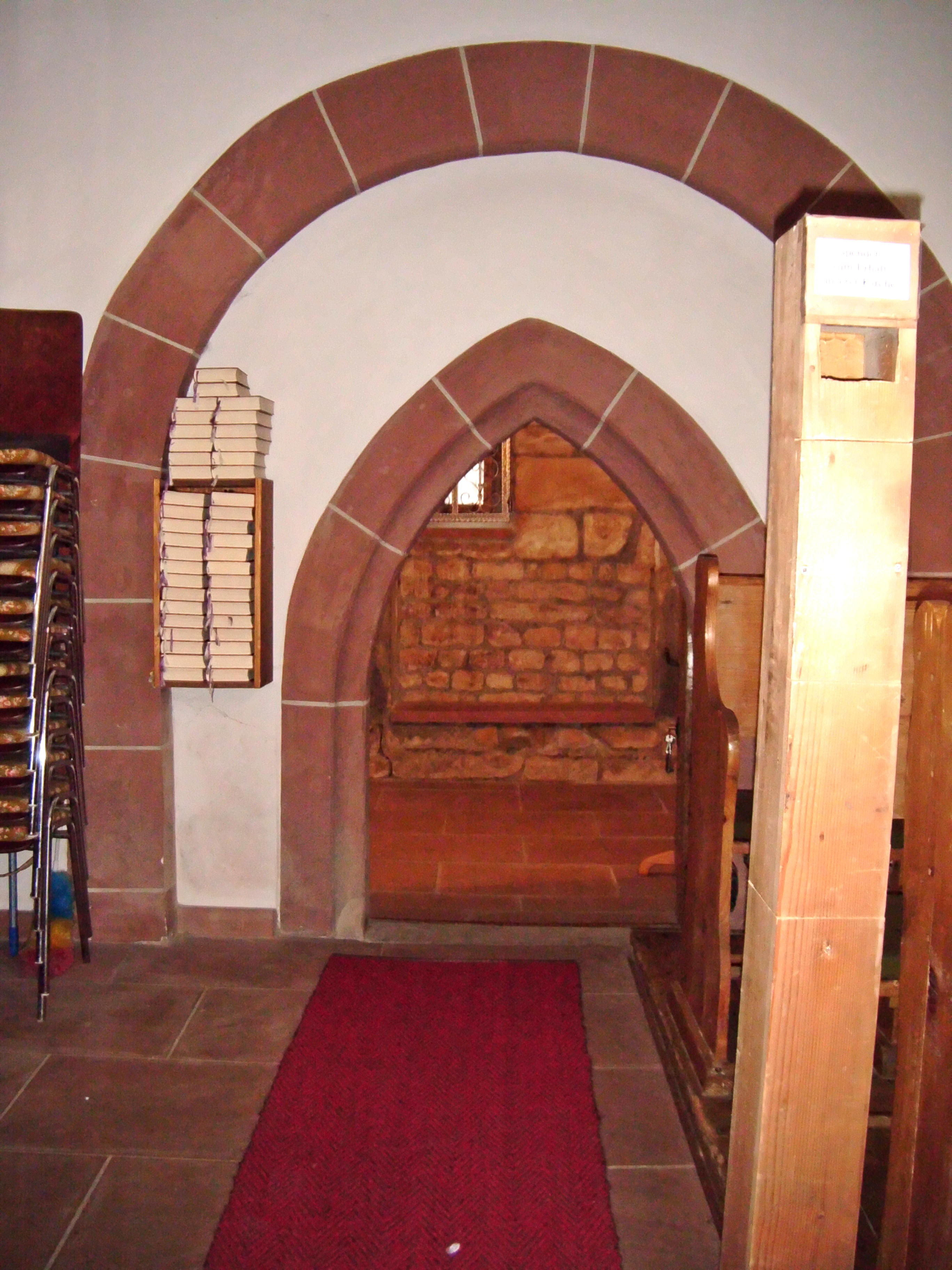
Eingang zur Gruftkapelle
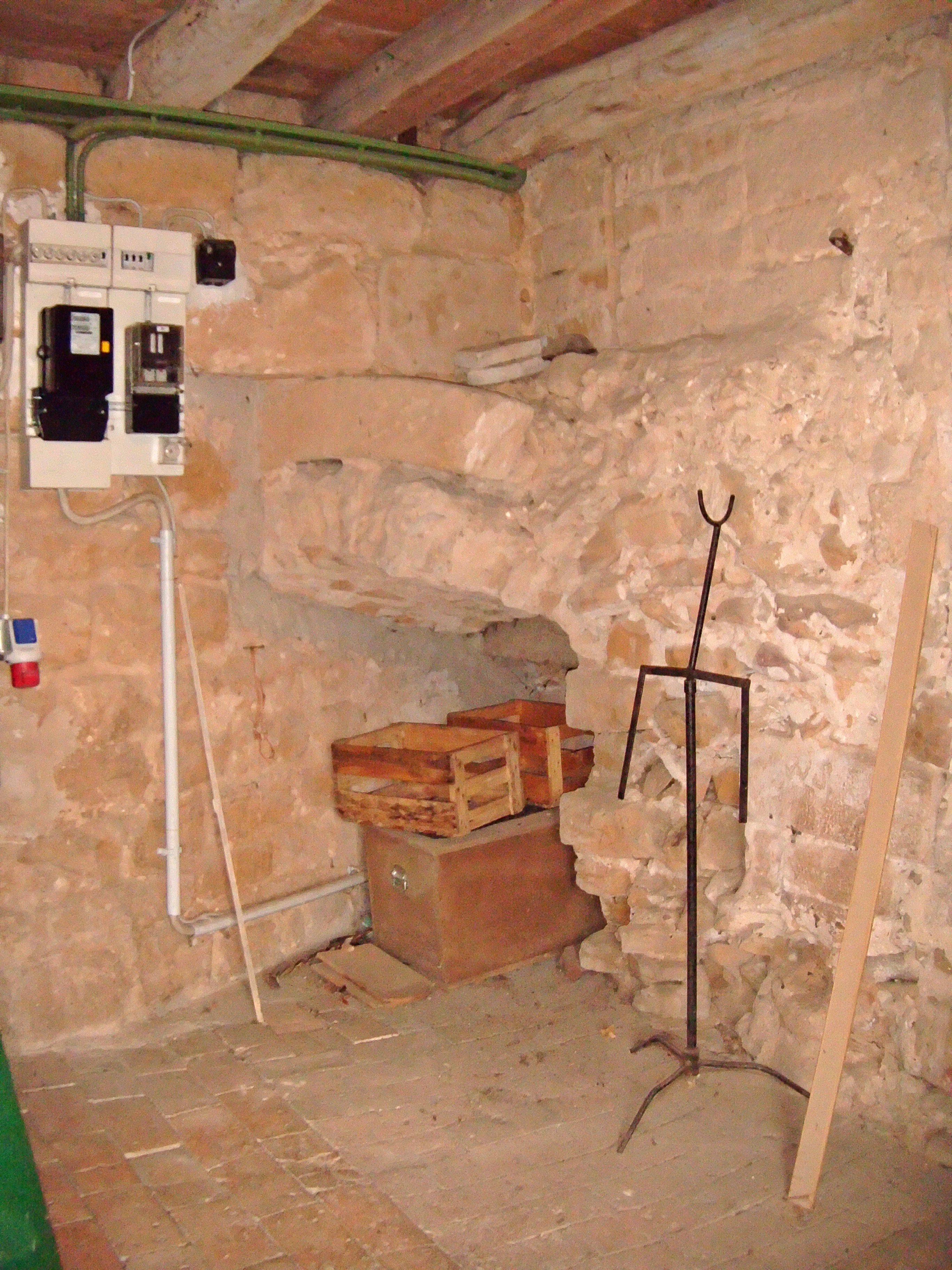
Turmstube im 1. OG, mit Resten einer offenen Feuerstelle
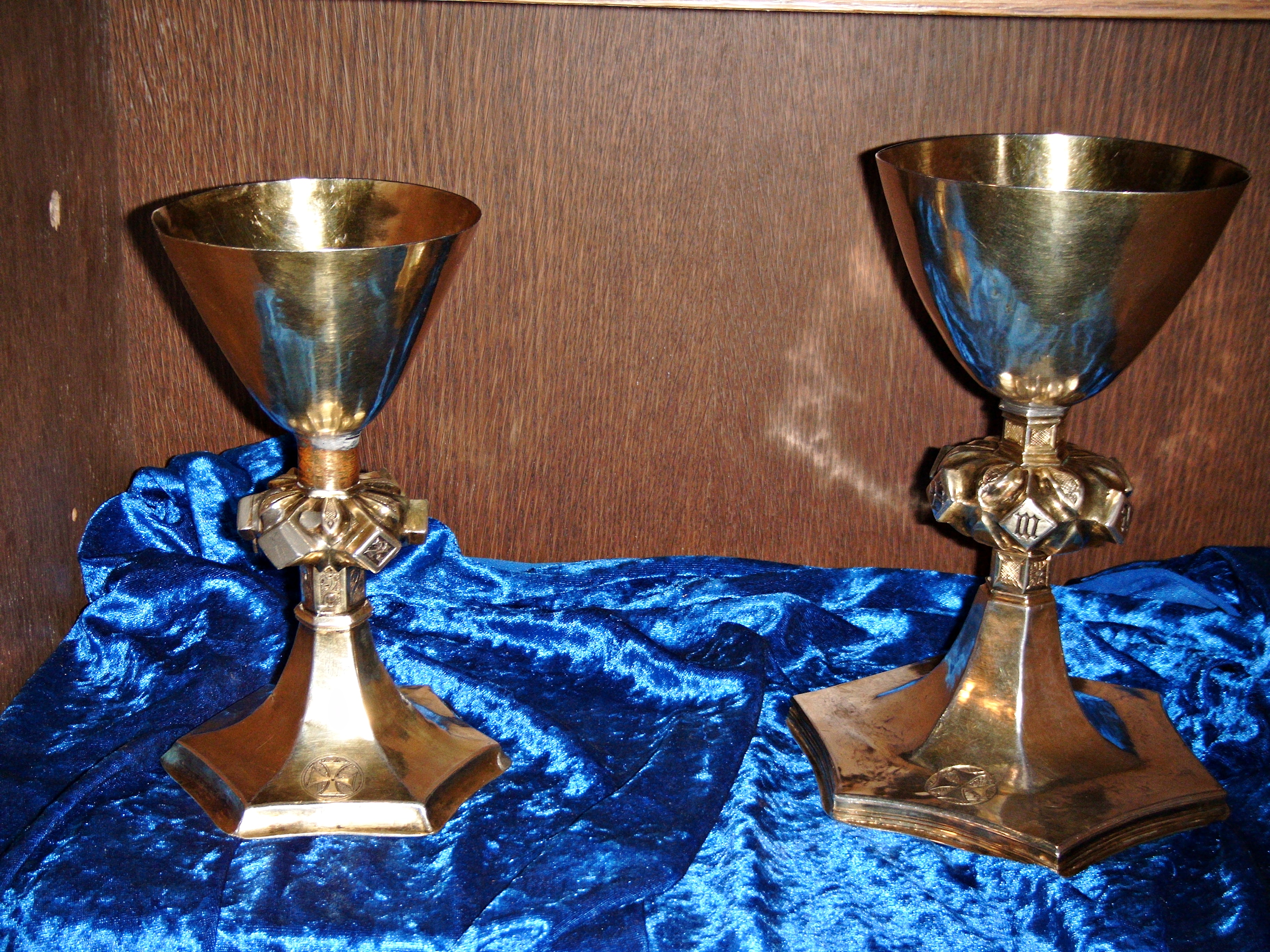
Zwei Messkelche aus dem 14. Jahrhundert